# Jamazaki Joann
Jamazaki Joann Jukari (山崎 ジョアン 紫光; Hepburn: Joann Yukari Yamazaki; Tokió, 1992. július 16.–) művésznevén Joann (ジョアン) japán tarento.

## Élete
Joann 1992. július 16-án, Tokióban született hawaii származású édesapától és japán anyától. Televíziós pályafutása 2002-ben kezdődött, amikor az NHK Educational TV adó népszerű Tenszai Terebi-kun Wide oktatási műsorában szerepet kapott. A műsorban és annak utódjában a Tenszai Terebi-kun Maxben 2005. márciusáig vállalt szerepet. 2004 és 2007 között a Fuji TV adó One Night R&R című műsorában Gori komikus háttérénekese volt, Gorie with Jasmine & Joann Jasmine Ann Allen amerikai származású tarentóval kiegészülve feldolgozták Toni Basil Mickey című dalát, amely az Oricon japán slágerlista első helyéig jutott. A következő években még két kislemezt készítettek el, Pecori Night és Koi no Pecori Lesson címmel.

## Diszkográfia

### Kislemezek
- Mickey (2004. szeptember 8.)
- Pecori Night (2005. szeptember 14.)
- Koi no Pecori Lesson (恋のPecori♥Lesson?) (2006. szeptember 10.)

## Filmográfia

### Televióműsorok
- Tenszai terebi-kun Wide (天才てれびくんワイド?) (NHK, 2002–2003)
- Tenszai terebi-kun Max (天才てれびくんMAX?) (NHK, 2003–2005)
- One Night R&R (Fuji TV, 2004–2007)
- Disney Channel (2006–)
- MTV Obizaurus (MTVオビザラス?) (MTV, 2011–2012)
- Dai! Tenszai Terebi-kun dora macsigai: Kumadzsiró vo toko tabi – Nindzsó-hen (大!天才てれびくんドラまちがい「熊次郎 おとこ旅 〜人情編〜」?) (NHK, 2011–)
- World Groove!!! (MTV, 2013–2014)

### Reklámfilmek
- Honda: Stepwgn
- Sanyo: Eakon
- Nintendo: Pokémon Trading Card Game
- Hamaszaki Ajumi: I am…
- Lotteria: Szucsiro